# Palicourea buntingii
Palicourea buntingii là một loài thực vật có hoa trong họ Thiến thảo. Loài này được Steyerm. mô tả khoa học đầu tiên năm 1971.